# Herrarnas lagtävling i florett vid olympiska sommarspelen 1972
Herrarnas lagtävling i florett i de olympiska fäktningstävlingarna 1972 i München avgjordes den 1-2  september.

## Medaljörer
| Event        | Guld                                                                                | Silver                                                                                             | Brons                                                                                      |
| Florett, lag | Polen Marek Dabrowski Jerzy Kaczmarek Lech Koziejowski Witold Woyda Arkadiusz Godel | Sovjetunionen Vladimir Denisov Anatolij Kotetsev Leonid Romanov Vasilij Stankovitj Viktor Putjatin | Frankrike Jean-Claude Magnan Christian Noël Daniel Revenu Bernard Talvard Gilles Berolatti |

## Laguppställningar
| Kanada - Magdy Conyd - Herbert Obst - Gerry Wiedel - Lester Wong Kuba - Evelio González - Eduardo Jhons - Jesús Gil - Enrique Salvat - Jorge Garbey Frankrike - Jean-Claude Magnan - Daniel Revenu - Christian Noël - Gilles Berolatti - Bernard Talvard Storbritannien - Mike Breckin - Barry Paul - Graham Paul - Anthony Power - Ian Single | Ungern - Sándor Szabó - Csaba Fenyvesi - László Kamuti - István Marton - Jenő Kamuti Italien - Alfredo Del Francia - Nicola Granieri - Carlo Montano - Arcangelo Pinelli - Stefano Simoncelli Japan - Shiro Maruyama - Masaya Fukuda - Hiroshi Nakajima - Kiyoshi Uehara - Ichiro Serizawa Libanon - Ali Chekr - Yves Daniel Darricau - Fawzi Merhi - Ali Sleiman Polen - Witold Woyda - Lech Koziejowski - Jerzy Kaczmarek - Marek Dąbrowski - Arkadiusz Godel | Rumänien - Iuliu Falb - Ştefan Haukler - Mihai Ţiu - Tănase Mureşanu - Aurel Ştefan Sovjetunionen - Vasjl Stankovjtj - Viktor Putjatin - Anatolj Kotesjev - Vladimir Denisov - Leonid Romanov USA - Carl Borack - Martin Jay Davis - Joseph Freeman - John Nonna - Tyrone Simmons Västtyskland - Klaus Reichert - Friedrich Wessel - Harald Hein - Dieter Wellmann - Erk Sens-Gorius |